# Topi Lehtipuu
Topi Lehtipuu (ur. 24 marca 1971 w Brisbane) – fiński tenor, specjalizujący się w wykonaniach zarówno muzyki dawnej, jak i współczesnej. Mieszka w Paryżu.
Urodził się w Australii, jego rodzice byli Finami. Dorastał w Tampere w Finlandii. Uczył się w Akademii Muzycznej im. Jeana Sibeliusa, gdzie studiował grę na fortepianie i skrzypcach, a następnie śpiew i dyrygenturę chóralną. Jego nauczycielami byli m.in. Peter Lindroos, Howard Crook czy Elisabeth Werres.
W latach 1993–1998 był wokalistą fińskiego zespołu Höyry-kone, grającego rock progresywny. Wśród swoich inspiracji muzycy zespołu wymieniali wczesne dokonania grup Genesis i King Crimson. Zespół wydał 2 płyty i odbył tournée po Europie.
Swoje zdolności wokalne i aktorskie doskonalił dubbingując filmy (znalazł się w obsadzie m.in. Herkulesa i Księcia Egiptu) i występując w produkcjach telewizyjnych.
Jego debiutem scenicznym była tytułowa rola w operze Benjamina Brittena Albert Herring. Koncert miał miejsce w Vantaa Opera podczas Savonlinna Opera Festival. Występował z takim artystami jak Ivor Bolton, William Christie, René Jacobs, Christophe Rousset, Paul McCreesh, Emmanuelle Haïm, sir John Eliot Gardiner, sir Simon Rattle, Esa-Pekka Salonen, Peter Schreier czy Jean-Christophe Spinosi.
19 maja 2010 wystąpił w Krakowie w Teatrze im. Juliusza Słowackiego w roli Decio w operze Ottone in villa Antonia Vivaldiego. Przedstawienie wchodziło w skład cyklu Opera Rara.
Od 2004 jest dyrektorem artystycznym Joroinen Music Days – festiwalu muzyki kameralnej.